# Río Vorona
El río Vorona (del ruso: Ворона) es un río localizado en la parte meridional de la Rusia europea, el principal afluente del río Jopior, a su vez afluente del río Don. Su longitud total es de 454 km y su cuenca drena una superficie de 13 200 km².
Administrativamente, el río discurre por el óblast de Penza, el óblast de Tambov y el óblast de Vorónezh de la Federación de Rusia.

## Geografía
El río Vorona tiene su fuente en unas modestas colinas de la parte occidental del óblast de Penza, a pocos kilómetros al este de la ciudad de Kamenka (40.712 hab. hab. en 2002). El río discurre en dirección predominantemente Sur, por una región de transición entre la estepa y el bosque templado, con un curso típico de ríos de llanura, con muchas curvas y meandros. En la mayor parte de su curso, el Vorona, como otros ríos de la región, tiene sus orillas desiguales, siendo la derecha bastante alta y empinada, mientras la orilla izquierda es baja y aterrazada.
En su curso alto el río se encamina primero en dirección Suroeste, saliendo pronto de Penza para adentrarse, por la pate oriental, en óblast de Tambov, tramo en el que vira cada vez más hacia el Sur. Pasa por las localidad es de Kirsanov (18.506 hab.), donde recibe al río Pursovka, Inzavino y Uvarovo (29.690 hab.). Entra poco después en el óblast de Vorónezh y, a unos 50 km de distancia al Sur, llega a la ciudad de Borisoglebsk (69.392 hab.), donde desemboca en el río Khoper por la derecha. 
Su principal afluente es el río Čembar, que recibe por la derecha. 
El río Vorona es alimentado principalmente por el deshielo. Está congelado desde principios de diciembre a principios de abril, con una subida muy importante de sus aguas en abril y mayo.